# 梅田百合香
梅田百合香（うめだ ゆりか、1968年-　）は日本の政治学者、桃山学院大学教授。

## 来歴
会社勤めののち学問を志し、1996年名古屋大学法学部政治学科卒、2004年同大学院法学研究科博士課程修了、「ホッブズのリヴァイアサン 一七世紀イングランドにおける政治と宗教」で法学博士。2008年桃山学院大学経済学部准教授。2018年教授。

## 著書
- 『ホッブズ政治と宗教 『リヴァイアサン』再考』名古屋大学出版会 2005
- 『甦るリヴァイアサン』講談社選書メチエ 2010
- 『宗教・抗争・政治 主権国家の始原と現在』瀧井一博・苅部直との共編 千倉書房 2023

### 翻訳
- マーク・フィルプ『トマス・ペイン 国際派革命知識人の生涯』田中浩共訳 未來社 2007

## 参考
- [ISBN 978-4-06-258473-9]

## 註
1. ↑  『甦るリヴァイアサン』あとがき